# Airinė Palšytė
Airinė Palšytė (* 13. Juli 1992 in Kaunas) ist eine litauische Leichtathletin, die sich auf den Hochsprung spezialisiert hat und in dieser Disziplin aktuell Inhaberin des Landesrekordes ist. 2017 wurde sie Halleneuropameisterin und feierte damit ihren größten sportlichen Erfolg.

## Privates
Ab 1998 besuchte Airinė Palšytė die Simonas-Stanevičius-Mittelschule Vilnius in Fabijoniškės. Zu einer Zeit besuchte sie gleichzeitig Chor, Klavier-, Ballett-Unterricht sowie Basketball-Training. Mit dem Chor nahm sie an zwei Liederfesten teil. Nach dem Abitur von 2006 bis 2010 am „Žemynos“-Gymnasium in Šeškinė absolvierte Palšytė das Bachelorstudium Business Information Management an der Kommunikationsfakultät und danach ein Masterstudium (Marketing and Integrated Communications) an der Wirtschaftsfakultät der Universität Vilnius.
Ihr Vater ist Aurimas Palšis (* 1968), ein Profibasketballspieler. Ihre Mutter ist Daiva Palšienė, Absolventin der Sportuniversität Litauens. Ihr Bruder Dominykas Palšis (* 1994) ist zwei Jahre jünger.

## Sportliche Laufbahn
Ihren ersten internationalen Wettkampf bestritt Airinė Palšytė 2008 bei den Juniorenweltmeisterschaften im polnischen Bydgoszcz, bei denen sie mit 1,74 m in der Qualifikation ausschied. 2009 wurde Vierte bei den Jugendweltmeisterschaften in Brixen und nahm an den Hallenweltmeisterschaften 2010 in Doha teil, wo sie Sechzehnte wurde. Bei den Europameisterschaften in Barcelona erreichte sie mit übersprungenen 1,90 m nicht das Finale und belegte Rang 18. Hingegen gewann sie bei den Juniorenweltmeisterschaften im kanadischen Moncton die Silbermedaille mit übersprungenen 1,89 m. Ebenfalls 2010 wurde Palšytė litauische Meisterin im Hochsprung. Bei den Junioreneuropameisterschaften in Tallinn gewann sie mit übersprungenen 1,91 m die Silbermedaille. Bei den Halleneuropameisterschaften in Paris konnte sie sich ein weiteres Mal nicht für das Finale qualifizieren. Bei den Sommer-Universiade in Shenzhen egalisierte sie aber den litauischen Rekord von 1,96 m und gewann damit die Silbermedaille hinter der US-Amerikanerin Brigetta Barrett.
2012 schied sie bei den Hallenweltmeisterschaften in Istanbul mit 1,92 m in der Qualifikation aus. Bei den Europameisterschaften in Helsinki belegte sie den neunten Rang. Zudem nahm sie an den Olympischen Spielen in London teil und belegte dort im Finale den elften Rang. 2013 gewann sie bei den U23-Europameisterschaften in Tampere die Silbermedaille hinter der Italienerin Alessia Trost. Bei den Weltmeisterschaften in Moskau belegte sie den 12. Rang im Finale. 2014 schied sie bei den Hallenweltmeisterschaften im polnischen Sopot in der Qualifikation aus und belegte bei den Europameisterschaften in Zürich den 13. Rang. 2015 verpasste sie bei den Halleneuropameisterschaften in Prag als Vierte nur knapp eine Medaille. Bei den Studentenweltspielen in Gwangju gewann sie aber diesmal mit 1,84 m die Goldmedaille. Bei den Weltmeisterschaften in Peking schied sie hingegen in der Qualifikation aus.
2016 nahm sie an den Hallenweltmeisterschaften in Portland teil und wurde dort Vierte. Im Juni gewann sie bei den Europameisterschaften in Amsterdam mit übersprungenen 1,96 m gemeinsam mit Mirela Demirewa die Silbermedaille. Bei den Olympischen Spielen in Rio de Janeiro belegte sie im Finale aber nur den 13. Platz. 2017 siegte die Litauerin mit neuem Landesrekord von 2,01 m vor der Olympiasiegerin Ruth Beitia bei den Halleneuropameisterschaften in Belgrad. Nachdem sie verletzungsbedingt den Großteil der Saison keine Wettkämpfe bestreiten konnte, erreichte sie bei den Weltmeisterschaften in London mit 1,92 m im Finale den siebten Platz. Zwei Wochen später gewann sie bei den Studentenweltspielen in Taipeh mit übersprungenen 1,91 m die Bronzemedaille. Ende 2017 wurde sie als Litauens Sportlerin des Jahres ausgezeichnet. Im Jahr darauf wurde sie bei den Europameisterschaften in Berlin mit einer Höhe von 1,96 m Vierte und 2019 gewann sie bei den Halleneuropameisterschaften in Glasgow mit 1,97 m die Bronzemedaille hinter der Russin Marija Lassizkene und Julija Lewtschenko aus der Ukraine. Ende September schied sie dann bei den Weltmeisterschaften in Doha mit 1,85 m in der Qualifikation aus. 2021 startete sie erneut bei den Olympischen Sommerspielen in Tokio, verpasste dort aber mit 1,86 m den Finaleinzug.
2023 wurde sie bei der 2. Liga der Team-Europameisterschaft im Zuge der Europaspiele in Chorzów mit 1,91 m Vierte und anschließend schied sie bei den Weltmeisterschaften in Budapest mit 1,85 m in der Qualifikationsrunde aus. Im Jahr darauf verpasste sie bei den Europameisterschaften in Rom mit 1,89 m den Finaleinzug, ehe sie auch bei den Olympischen Sommerspielen in Paris mit 1,88 m in der Vorrunde ausschied.
In den Jahren 2010 und zwischen 2012 und 2018 sowie 2021, 2022 und 2024 wurde Palšytė litauische Meisterin im Hochsprung sowie zwischen 2010 und 2012 und von 2014 bis 2017 sowie 2019, 2021, 2023 und 2024 auch Hallenmeisterin.